# 东南街道 (介休市)
东南街道，是中华人民共和国山西省晋中市介休市下辖的一个乡镇级行政单位。

## 行政区划
东南街道下辖以下地区：
南大街社区、迎翠街社区、朝阳桥东社区、水门南街社区、三官楼巷社区和段家巷社区。